# Město oblastního významu (Ukrajina)

Mapa původních Měst oblastního významu v roce 2020

Město oblastního významu (ukrajinsky місто обласного значення) byla administrativní jednotka fungující na Ukrajině od roku 1932 do administrativní reformy v roce 2020, kdy byla včleněna do rajónů. Tato jednotka měla městskou radu, které předsedal starosta. Každá oblast měla alespoň jedno město oblastního významu, která zpravidla byla centrem kultury a průmyslu v regionu. Jedno z nich bylo vždy administrativním centrem oblasti. Obvykle měla tato města přes 50 tisíc obyvatel, ale existují i výjimky s menším počtem, jimž byl status udělen rozhodnutím ukrajinského parlamentu.

## Příklady měst oblastního významu

### Chmelnycká oblast
- Kamenec Podolský
- Šepetivka

### Ivanofrankivská oblast
- Bolechiv

### Lvovská oblast
- Červonohrad

### Oděská oblast
- Izmajil

### Ternopilská oblast
- Berežany
- Čortkiv
- Kremenec
- Ternopil